# Roland Fröscher
Roland Fröscher (* 1977 in Belp, Schweiz) ist ein Schweizer Euphoniumsolist.

## Leben und Wirken
Nach der Ausbildung zum Primarlehrer studierte er Euphonium an den Konservatorien Bern und Lausanne in der Klasse von Roger Bobo. Abschluss des Lehrdiploms im Sommer 2002 mit dem Prädikat «mit Auszeichnung». Parallel dazu studierte er Schulmusik II an der Universität Bern. Im Sommer 2005 Abschluss des Solistendiploms «mit Auszeichnung» in der Klasse von Thomas Rüedi sowie Abschluss des Orchesterdirektionsdiploms bei Dominique Roggen. 
Auftritte als Gastsolist mit verschiedenen Formationen; Symphonieorchestern, Brass Bands wie auch Symphonischen Blasorchestern. Konzertauftritte führten ihn in verschiedene Länder Europas, sowie nach Kanada und in die USA, wo er gelegentlich als Dozent verschiedener Universitäten agiert. 
Nicht nur als Solist, sondern auch als Kammermusiker, mit dem renommierten Tubaquartett Les Tubadours und dem Konzertpianisten Jean-Jacques Schmid, bestreitet Roland Fröscher eine rege Konzerttätigkeit. Zudem spielt er als Solo-Euphonist der Brass Band Berner Oberland.

Nebst seiner Tätigkeit als Dirigent der Brass Band Rapperswil-Wierezwil unterrichtet Roland Fröscher Euphonium an der Musikschule Region Gürbetal sowie als Assistenz-Dozent an der Hochschule der Künste Bern.

## Wettbewerbe
- div. Siege an schweizerischen Junioren-Meisterschaften (SSEW, SSQW).
- 2003: Gewinner des Friedl – Wald-Wettbewerbs
- 2004: «Brass player of the year» HKB Bern
- 2004: Swiss Entertainment Solo-Champion
- 2004: 3. Rang am internationalen Euphonium-Wettbewerb in Lieksa (Finnland)
- 2005: Gewinner des Tschumi-Preises
- 2012:  ECHO Klassik